# Ignacio Vidal y Cros
Ignacio Vidal y Cros (* 1815; † 29. Dezember 1859) war ein spanischer Mediziner und Naturforscher.

## Leben und Wirken
Ignacio Vidal y Cros studierte Medizin an den Universitäten in Valencia und Madrid und Naturwissenschaften in Paris. Anschließend war er Professor für Medizin und Physiologie an der Universität Valencia und wurde 1846 zum Direktor des Mineralogischen und Zoologischen Museums der Universität Valencia ernannt. Am 1. Januar 1850 erfolgte die Wahl zum nationalen korrespondierenden Mitglied (Académico corresponsal nacional) der Königlichen Akademie der Wissenschaften (Real Academia de ciencias).
Größere Bekanntheit zu seiner Zeit erlangte Ignacio Vidal durch seine 1851 und 1856 veröffentlichten ornithologischen Schriften. Alfred Brehm, der Vidal als „den einzigen ornithologischen Schriftsteller Spaniens“ bezeichnete, benannte eine Orpheusgrasmücke (Curruca vidali Brehm, 1857, heute synonymisiert) und eine Unterart des Steinkauzes (Athene noctua vidalii Brehm, 1857) nach ihm. Zudem wurde er am 12. April 1856 zum Ehrenmitglied der Deutschen Ornithologischen Gesellschaft und am 2. September 1856 zum Ehrenmitglied der Naturforschenden Gesellschaft des Osterlandes zu Altenburg ernannt. Am 15. August 1858 erfolgte die Wahl in die Deutsche Akademie der Naturforscher Leopoldina mit dem akademischen Beinamen Mercatus (Matrikelnummer 1890).

## Werke
- Catálogo de las aves de la Albufera. In: Memorias de la Real Academia de Ciencias. Tomo I. Madrid 1851, S. 167–199 (spanisch, biodiversitylibrary.org).
- Catálogo de las aves de la Albufera. In: Memorias de la Real Academia de Ciencias. Tomo IV. Madrid 1856, S. 401–429 (spanisch, biodiversitylibrary.org).